# Aldona Frączkiewicz-Wronka
Aldona Kinga Frączkiewicz-Wronka (ur. 1960) – polska ekonomistka, badaczka problematyki polityki społecznej.

## Życiorys
Ukończyła studia politologiczne na Wydziale Nauk Społecznych Uniwersytetu Śląskiego w Katowicach. Doktoryzowała się na tej samej uczelni w 1991 oraz uzyskała tam habilitację w 2000. Profesorem nauk ekonomicznych została na wniosek Rady Wydziału Ekonomii Uniwersytetu Ekonomicznego w Katowicach w 2014. 
Pracowała m.in. na stanowiskach asystenta, adiunkta, jak i profesora na Uniwersytecie Ekonomicznym w Katowicach, Wyższej Szkole Pedagogicznej im. Janusza Korczaka w Warszawie, Wydziale Nauk o Zdrowiu Uniwersytetu Medycznego w Łodzi oraz Wyższej Szkole Humanitas w Sosnowcu.
Obecnie jest kierownikiem Katedry Zarządzania Publicznego i Nauk Społecznych w Uniwersytecie Ekonomicznym w Katowicach i Zakładu Pracy Socjalnej w WSP, TWP Warszawa (Wydział Nauk Społeczno-Pedagogicznych w Katowicach).
Z uwagi na ukończenie specjalności polityka społeczna, a także pracę w Akademii Ekonomicznej im. Karola Adamieckiego w Katowicach zainteresowała się naukowo czynnikami decydującymi o efektywnym osiąganiu celów społecznych przez organizacje świadczące usługi publiczne. Jest zainteresowana poszukiwaniami rozwiązań wychodzących poza schematy organizacyjne stosowane powszechnie w sferze publicznej. Zajmuje się też zagadnieniami społeczeństwa obywatelskiego, organizacjami non-profit, współpracą międzysektorową w państwie oraz wpływem charakterystycznych cech sektora publicznego na jego efektywność.
Pełni funkcję eksperta w Narodowym Programie Foresight "Polska 2000", foresight technologiczny rozwoju sektora usług publicznych w GOP, pracuje dla podmiotów publicznych, takich jak: Ministerstwo Nauki i Szkolnictwa Wyższego, Ministerstwo Rozwoju Regionalnego, Ministerstwo Zdrowia, czy Urzędu Marszałkowskiego w Katowicach.

## Odznaczenia
- Złoty Krzyż Zasługi (2009)[5]
- Srebrny Krzyż Zasługi (1997)[6]